# Emmauskirche (München)

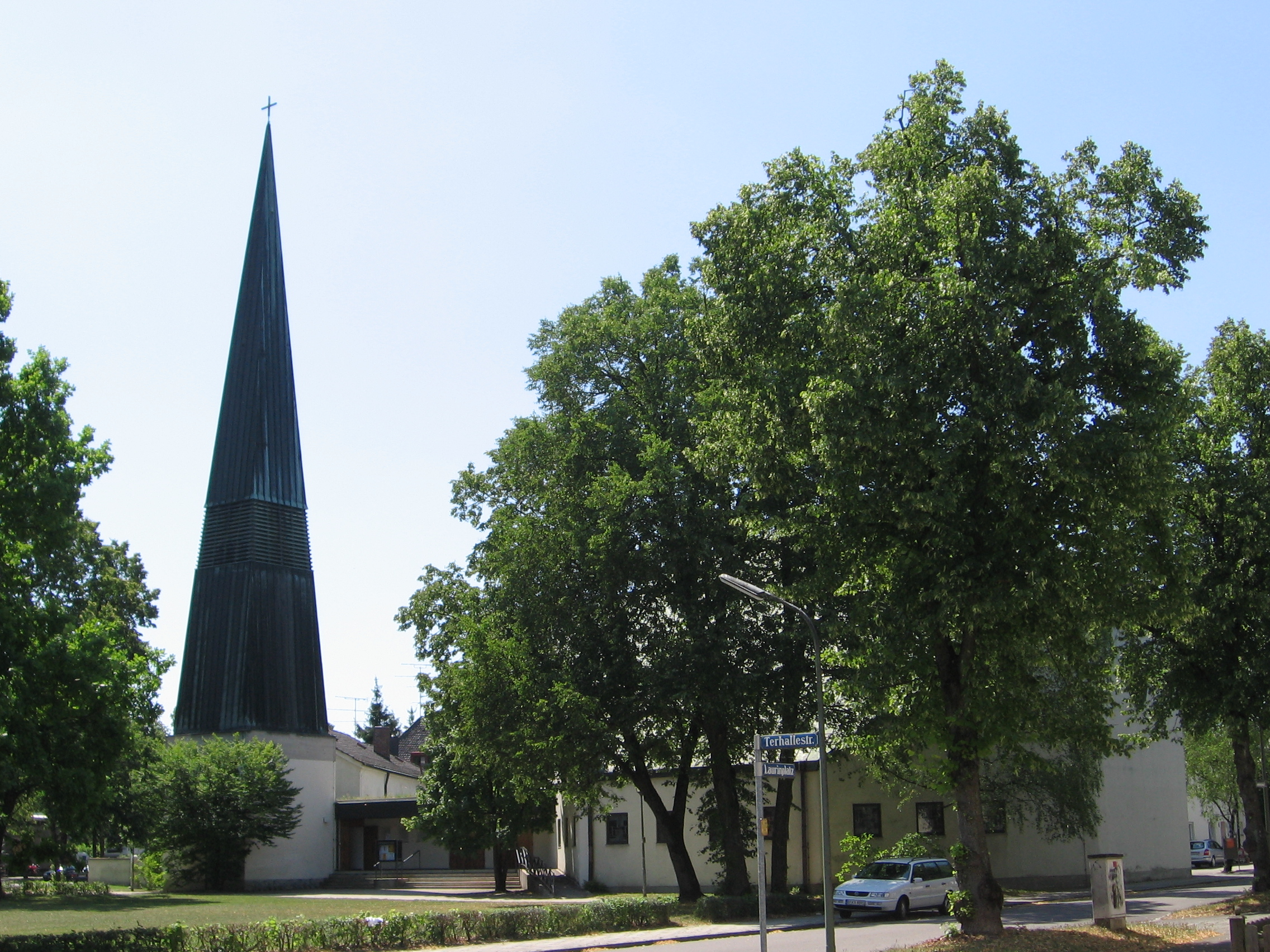
Emmauskirchturm von Nord-Ost

Die Emmauskirche ist ein evangelisch-lutherisches Kirchengebäude im Münchner Stadtteil Harlaching. Sie ist benannt nach dem biblischen Ort Emmaus. 
1964 wurde die Kirche vom Architekten Franz Lichtblau erbaut und 1970 von Hubert Distler ausgemalt. Das Abendmahlsbild in der Fensterrosette über dem Altar stammt von Rudolf Büder.

## Orgel

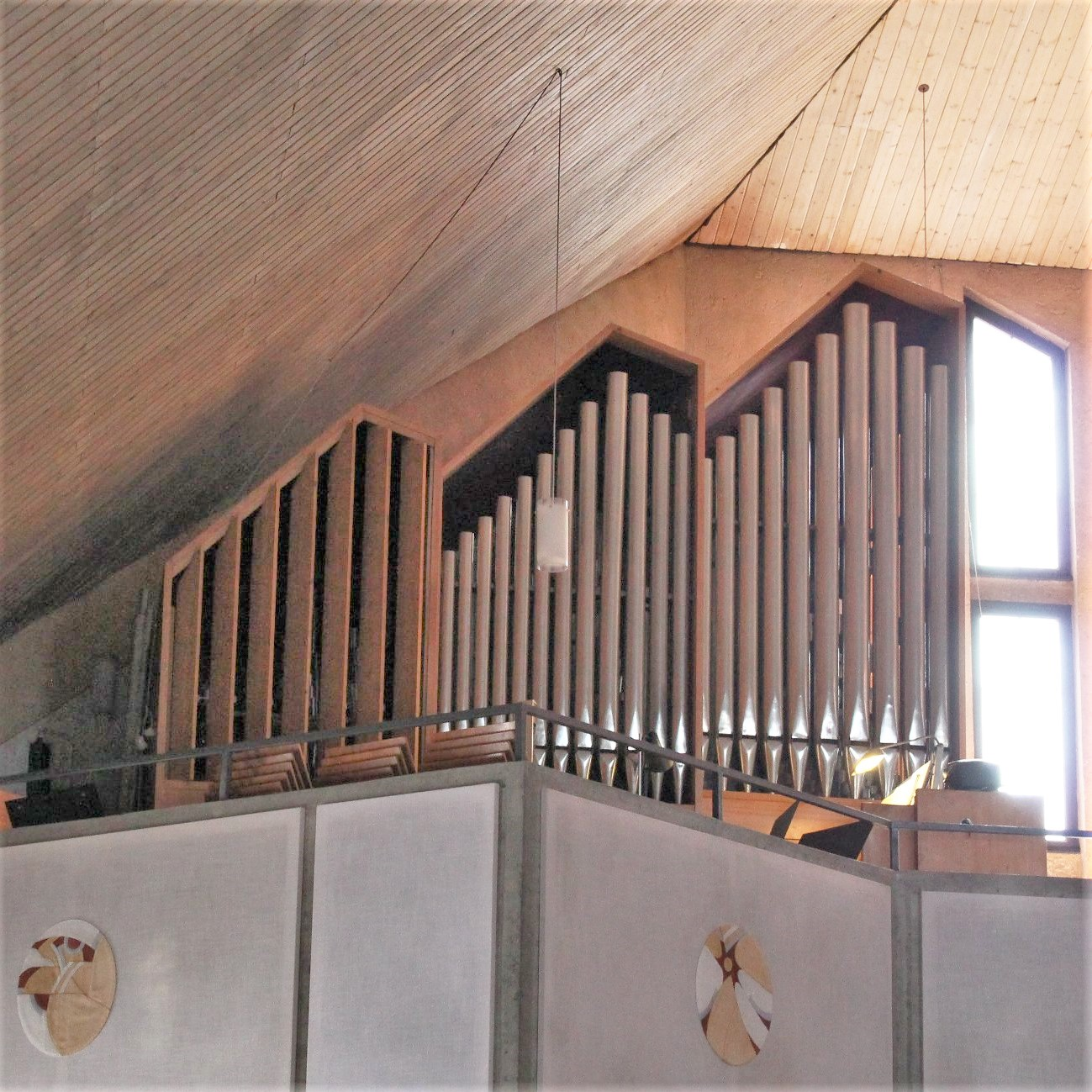
Orgelprospekt

Die Orgel wurde 1969 von Wilhelm Stöberl gebaut. Sie hat 23 Register auf zwei Manualen und Pedal.

## Münchner Konzertchor
Seit über 50 Jahren arbeitet der Münchner Konzertchor (früher: Münchner Singkreis) mit der Emmausgemeinde eng zusammen. Der Chor probt in den Räumen der Gemeinde und beteiligt sich an der musikalischen Gestaltungen von Gottesdiensten.